# 比利时国铁29型蒸汽机车
比利时国家铁路29型蒸汽机车是比利时国家铁路一种煤水车式蒸汽机车。本型机车为美国和加拿大于第二次世界大战结束后供应给比利时以协助其战后重建。应当注意的是，29型蒸汽机车与同期援助至中国的MCCS型蒸汽机车形式相同。
目前仅有29.013号机车在比利时铁路博物馆展示。

## 备注
1. ↑  MCCS：MC為交通部簡稱（Ministry of Transportation and Communications），CS為當時形式代號（Consolidation）。1949年中华人民共和国成立後，此型机车被中国铁道部编為ㄙㄌ7型（SL7），1959年改稱為KD7型。但由於中美意識型態對立，此批蒸汽機車成為中國最後引進的美國製蒸汽機車。

### 书籍
- Dambly, Phil. . Tome 2: De 1914 aux dernières fumées (Brussels: G. Blanchart & Cie). ISBN 2872020136 （法语）.

### 链接
1. ↑  . （原始内容存档于2020-01-05） （英语）.
2. ↑  Railography : Chinese Steam Locomotive Profiles. . （原始内容存档于2018-07-26） （英语）.